# Podopteryx selysi
Podopteryx selysi är en trollsländeart som först beskrevs av W. Foerster 1899.  Podopteryx selysi ingår i släktet Podopteryx och familjen Megapodagrionidae. Inga underarter finns listade i Catalogue of Life.

## Bildgalleri

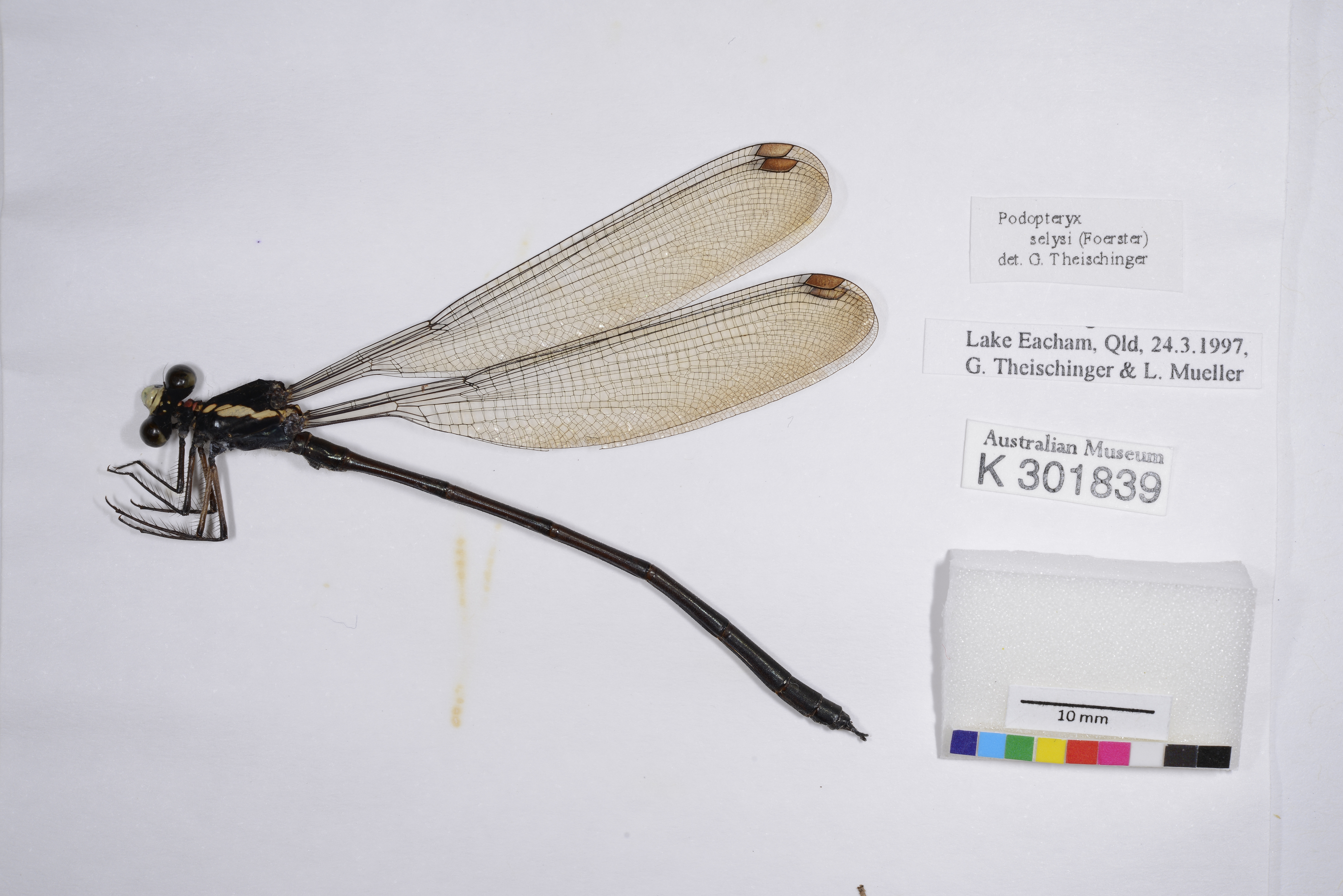